# Llanelli (distrikt)
Llanelli var ett distrikt i grevskapet Dyfed, i Wales. Detta distrikt hade 74 600 invånare år 1992. Distriktet upprättades den 1 april 1974 genom att boroughs Kidwelly och Llanelli, stadsdistriktet Burry Port slogs ihop med landsdistriktet Llanelli. Det avskaffades 1 april 1996 och blev en del av Carmarthenshire.